# Natri tetrachloroaluminat(III)
Natri tetrachloroaluminat(III) là một hợp chất hóa học vô cơ có công thức NaAlCl4. Nó được tìm ra vào thế kỷ 20.